# 波特 (紐約州尼亞加拉縣)
波特（英語：Porter）是一個位於美國紐約州尼亞加拉縣的鎮。

## 人口
根據2020年美國人口普查的數據，波特的面積為97.68平方千米，當中陸地面積為85.61平方千米，而水域面積為12.07平方千米。當地共有人口6513人，而人口密度為每平方千米67人。